# سوخو-۶
سوخو -۶ (به انگلیسی: Sukhoi Su-6) یک هواگرد ساختِ کارخانهٔ سوخو در کشور اتحاد جماهیر سوسیالیستی شوروی است. نخستین استفاده‌کنندهٔ این هواپیما نیروی هوایی شوروی بوده‌است. این هواگرد برای نخستین بار در ۱ مارس ۱۹۴۱ میلادی مورد استفاده قرار گرفت.